# Hayashi Senjūrō

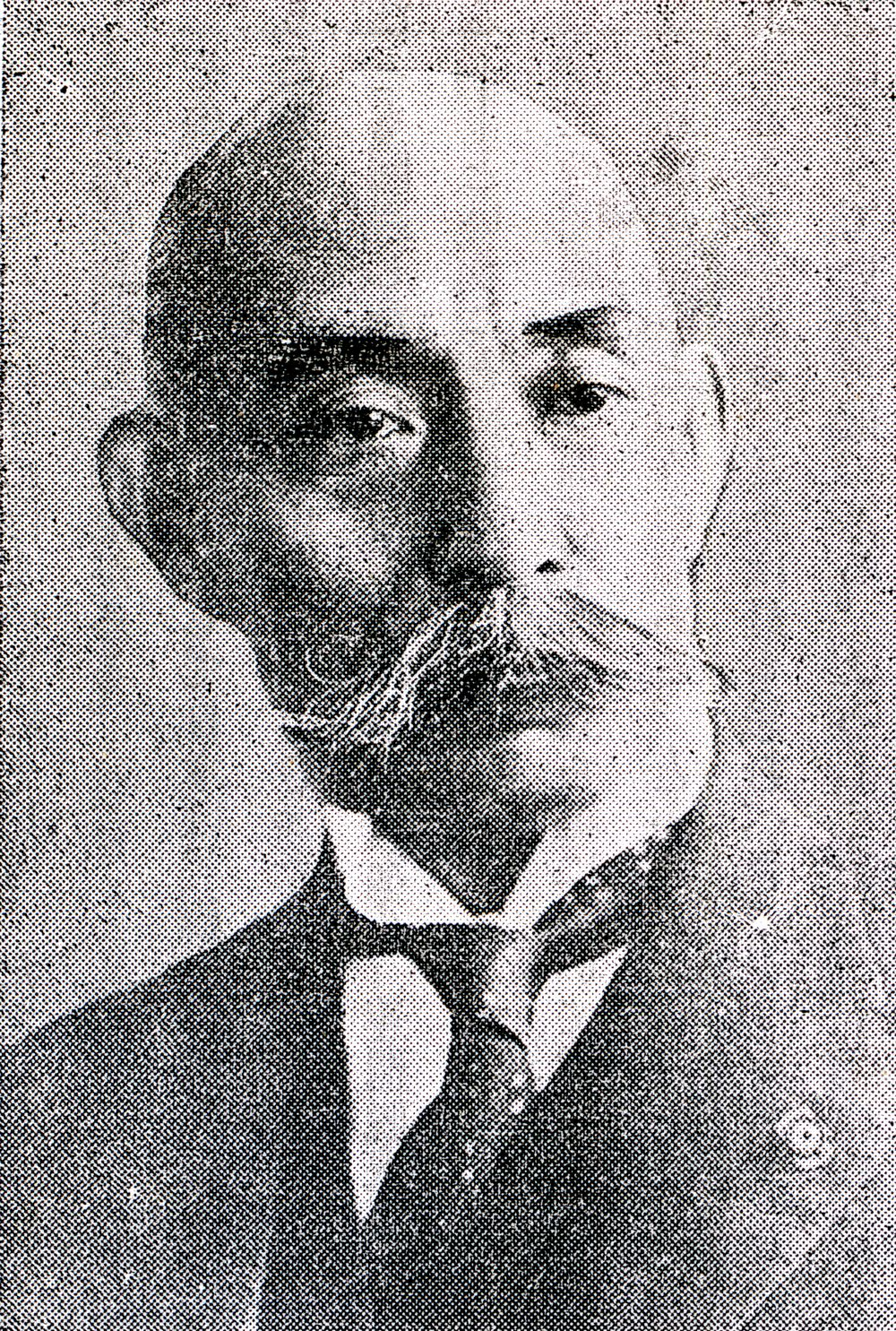
Hayashi Senjūrō

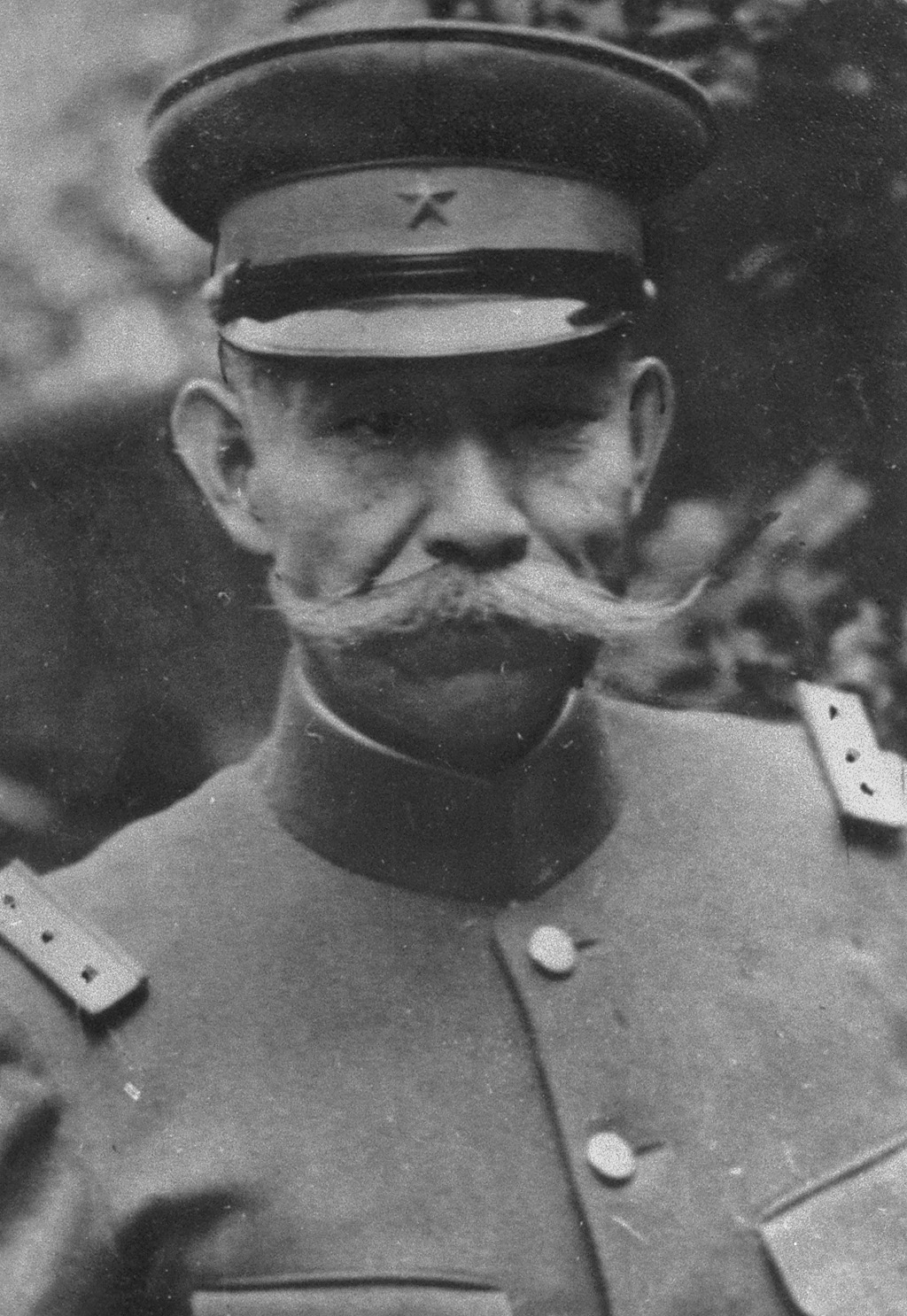
Hayashi Senjūrō in Uniform

Hayashi Senjūrō (japanisch 林 銑十郎; * 23. Februar 1876 in Kanazawa, Japan; † 4. Februar 1943 in Tokio) war ein General der Kaiserlich Japanischen Armee, Politiker und der 33. Premierminister von Japan.

## Leben
Hayashi Senjūrō, 1876 in der Präfektur Ishikawa geboren, erhielt sein erstes größeres Kommando, als er von 1918 bis 1920 befehlshabender Offizier des 57. Regiments war, gefolgt von einer Verwendung im Hauptquartier der technischen Forschungsabteilung des Militärs in 1921. Von 1921 bis 1923 war er Direktor des Vorbereitungskurses an der Kaiserlich Japanischen Heeresakademie, bevor er im Anschluss kurzzeitig den Posten des Generalinspekteurs der Militärausbildung übernahm, welcher die grundlegende Flugausbildung der Japanischen Heeresluftwaffe überwachte. Bevor er diesen Posten zwischen 1924 und 1925 nochmals bekleidete, stellte er kurze Zeit die japanische Heeresvertretung beim Völkerbund dar.
1925 wurde Hayashi zum befehlshabenden Offizier der 2. Brigade ernannt. Ein Jahr später, 1926, wurde er Befehlshaber der Festung in der Bucht von Tokio. Ein weiteres Jahr später übernahm er den Direktorsposten der Kaiserlich Japanischen Heereshochschule. 1928 wurde er Stellvertretender Generalinspekteur der Militärausbildung und 1929 folgte der Wechsel zum Befehlshaber der Kaiserlich Japanischen Garde.
Hayashi wurde am 22. November 1930 zum Oberbefehlshaber der in Chōsen stationierten Chōsen-Armee. Einen Tag nach dem Mukden-Zwischenfall am 18. September 1931 löste er Teile aus der seinem Befehl unterstehenden 20. Division und bildete aus ihnen die 39. Gemischte Brigade. Im Gegensatz zur Armee war das japanische Kabinett nicht der Meinung, dass es sich beim Mukden-Zwischenfall um einen feindlichen Anschlag auf Japaner gehandelt habe, sondern vermutete eine Verschwörung von Offizieren der Kwantung-Armee hinter dem Vorfall und ordnete deshalb vorerst keine Truppenverlegungen in die Mandschurei an. Hayashi wartete jedoch keinen offiziellen Befehl ab und setzte die 39. Gemischte Brigade noch am Tag ihrer Bildung, dem 19. September in Richtung Mandschurei in Marsch. Nachdem das Kabinett die Kontrollgewalt über den sich ausweitenden Konflikt an das Militär abgetreten hatte, legalisierte sie Hayashis Order rückwirkend am 22. September.
Nach seiner Abberufung aus Chōsen am 26. Mai 1932 wurde Hayashi abermals zum Generalinspekteur der Militärausbildung und wurde gleichzeitig Mitglied des Obersten Kriegsrats. Am 14. Juni 1932 erhielt er den Orden des Heiligen Schatzes, 1. Klasse. Vom 23. Januar 1934 bis zum 5. September 1935 war er zudem Heeresminister. Er galt als Unterstützer der Tōseiha, weshalb diese Gruppe es als Sieg ansah, das er den der Kōdōha angehörenden Araki Sadao im Januar 1934 als Heeresminister ablöste. Der Streit zwischen der Tōseiha und Kōdōha setzte sich jedoch, mehr oder weniger verborgen innerhalb der Regierung fort. Am 29. April 1934 erhielt er den Orden der Aufgehenden Sonne, 1. Klasse.
Weiterhin unterstützte Hayashi die Ideen Konoe Fumimaros, dass nur die Rechtsgerichteten unter den neuen Militaristen mit der fehlgerichteten „Erfindung“ namens Demokratie aufräumen und eine geeignete Beratergruppe des Tennō bilden konnten, um die Machtübernahme der linksgerichteten Militaristen zu verhindern. Letzteren wurde vorgeworfen, einen etatistischen Staat schaffen zu wollen.
Vom 2. Februar bis zum 4. Juni 1937 diente er als Premierminister sowie gleichzeitig Bildungsminister und bis 3. März auch Außenminister.
Er starb am 4. Februar 1943 in Tokio und erhielt an diesem Tag den Orden der Aufgehenden Sonne, 1. Klasse mit Paulownienblüte. Seine Grabstätte befindet sich auf dem Friedhof Tama in Fuchū (Präfektur Tokio).